# 金龜樹
金龜樹（學名：Pithecellobium dulce），別稱牛蹄豆、羊公豆、洋酸角、洋皂莢、甜肉圍誕樹及甜肉圍涎樹等，為豆科含羞草亞科猴耳環屬植物。本種開花時的特別香氣，常吸引大量金龜子聚集停棲於此樹，據《臺灣通史》第28卷中的記載「金龜樹：以金龜多宿之，故名」；或因本種特殊的二大二小複葉，遠看像是一隻展翅飛舞的小金龜，故而得名金龜樹。

## 分佈
本種原產於墨西哥，現分佈於北美洲墨西哥；中美洲的洪都拉斯、尼加拉瓜、危地馬拉、薩爾瓦多；南美洲的哥倫比亞、委內瑞拉；亞洲的中國大陆、台灣等熱帶乾旱地帶。中國國內分佈於廣西、廣東、香港、福建、雲南等省份。多生於曠野或林邊。人工栽培可透過播種或扦插法繁殖。

## 用途
金龜樹的樹皮含單寧30%可供作黃皮染料，木材可供製作一般建築用材及箱板之用，心材可供製作車輛及農具，葉及莢果可供作飼料之用，假種皮於墨西哥供製作檸檬水之用，常栽種作行道樹、綠籬、庭院植物，亦因本種耐鹽、耐風常栽種作海岸定砂之用。

## 形態特徵
金龜樹是一種常綠喬木植物，中等大，樹形不規則，高約8－15米。樹皮密生皮孔，灰白色；莖表面塊裂狀，彎彎曲曲，常具瘤狀突起，有明顯的橫紋；枝條通常下垂，細長柔軟；小枝具一對棘針新芽，嫩芽紅色。木材具異味。

### 葉

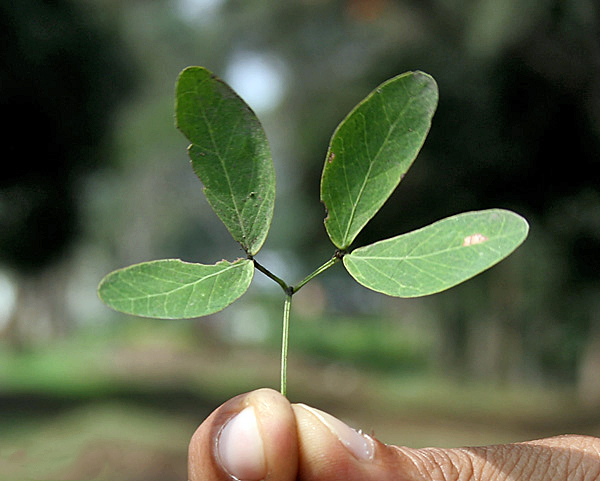
金龜樹特殊的二大二小複葉

葉為二回羽狀複葉，由4枚小葉片組合成一片複葉；羽片一對，互生，每一羽片上有小葉一對，小葉對生，在羽片及小葉着生處均具有1－2枚由托葉變態為的針狀刺；小葉片堅紙質，腎形、橢圓形、卵狀橢圓形、長倒卵形、斜卵形、斜卵狀橢圓形或倒卵狀長圓形，基部略偏斜或鈍，頂端鈍或微凹，大小差異甚大，無毛，全緣，葉脈顯著，中脈偏於內側，背面葉脈較表面凸起，長約2－5厘米，寬約2－25毫米；羽片柄、總葉柄及小葉柄均披柔毛。

### 花
花為頭狀花序，細小，常具有短的總花梗，於枝頂或葉腋處排列成狹圓錐或總狀花序式；花萼呈漏斗狀，5裂，密披白色長柔毛，長約1毫米；花冠漏斗狀，5深裂，淡黃、淡綠、白色或綠白色，密披白色長柔毛，中部以下合生，連雄蕊長約3－6毫米；雄蕊基部合生成單體，突出；花絲長約8－10毫米。

### 果

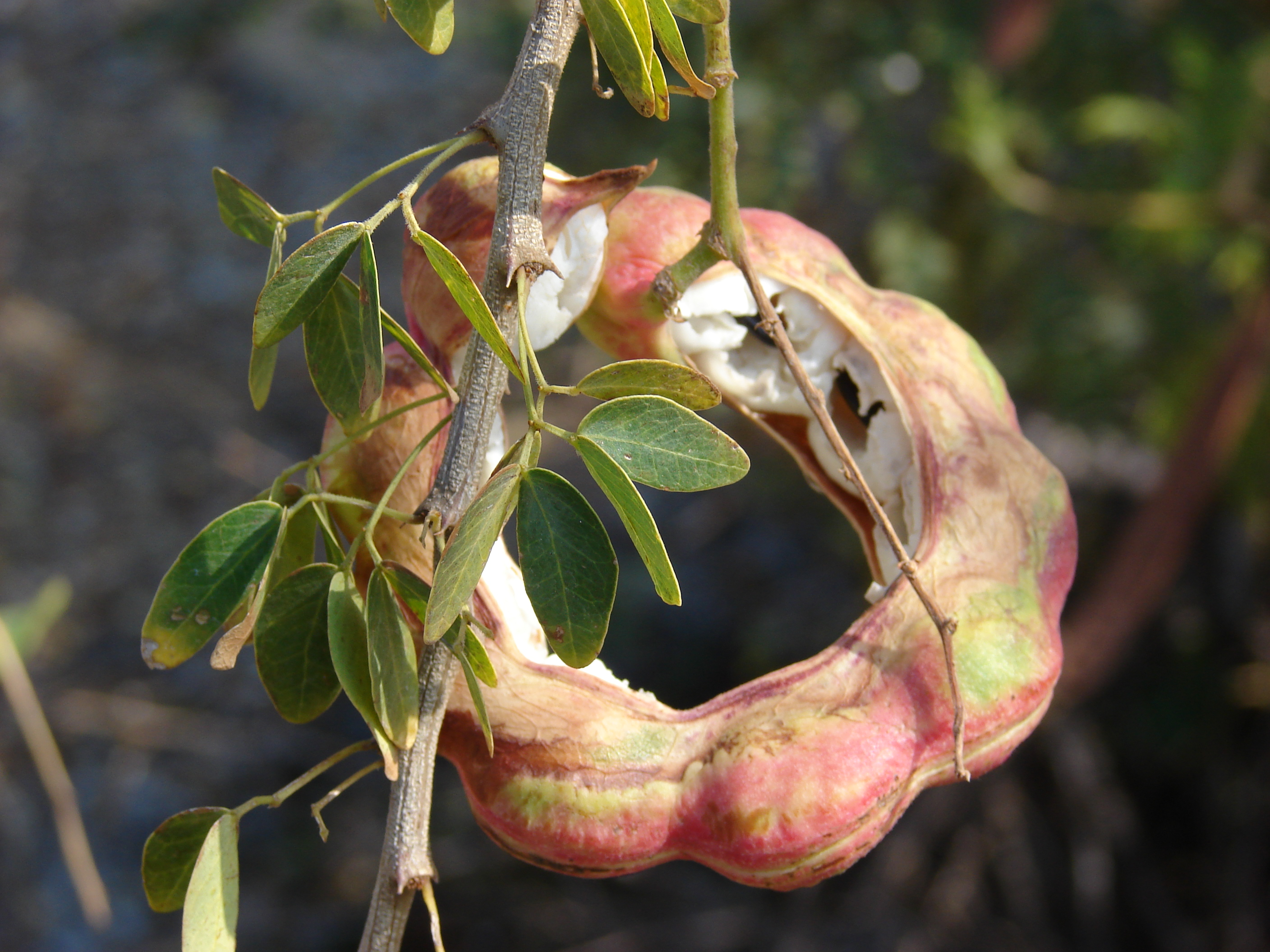
金龜樹成熟開裂中的莢果

果為莢果，條形，呈唸珠狀螺旋捲曲，膨脹，成熟時淡紅色扭曲開裂，長約10－14厘米，寬約1厘米；內藏種子6－8枚；種子黑色，包於粉紅或白色的肉質假種皮內，種柄絲狀，具有白色的種臍。

## 外部連結
- （简体中文）. 中國自然標本館物种相册.   [2011-10-02]. （原始内容存档于2019-07-01）.
- （简体中文）. 中國植物圖像庫.   [2011-10-02]. （原始内容存档于2016-08-16）.
- （简体中文）. 植物通.   [2011-10-02]. （原始内容存档于2016-08-22）.
- . 國立成功大學 野鳥社.   [2011-10-02]. （原始内容存档于2011-11-17）.
- . 屏東科技大學木材標本館.   [2011-10-02]. （原始内容存档于2011-02-07）.
- . 樹木谷.   [2011-10-02]. （原始内容存档于2011-11-24）.

 维基共享资源上的相關多媒體資源：金龜樹